# Шеремет, Михаил Сергеевич
Михаил Сергеевич Шеремет (укр. Михайло Сергійович Шеремет; род. 23 мая 1971, Джанкой, Крымская область, Украинская ССР, СССР) — Депутат Государственной думы Федерального собрания Российской Федерации VII созыва, член комитета ГД по энергетике с 5 октября 2016 года.
Первый заместитель председателя Совета министров Республики Крым (20 марта 2014 — 5 октября 2016).
Из-за аннексии Крыма и вторжения России на Украину находится под международными санкциями всех стран Евросоюза, США, Великобритании, Канады, Японии и ряда других стран.

## Биография
В 1988 году окончил среднюю школу № 5 города Джанкой. Затем с сентября 1988 по июль 1989 работал на Джанкойском машиностроительном заводе учеником токаря, токарем. На заводе выпускались тракторные самосвальные тележки.

### Служба в армии
С августа 1989 года по 1993 года — курсант Симферопольского высшего военно-политического строительного училища. В училище познакомился и завёл дружбу с Сергеем Аксёновым.
В 1993 году окончил училище, получил высшее образование. В том же году по распределению был направлен в 84-ю механизированную бригаду Вооружённых сил Украины в селе Перевальное. Постоянным местом службы был Крым.
В 1995 году закончил переподготовку по специальности «Финансист» в Международном институте управления, бизнеса и права Международной академии наук Сан-Марино (институт располагался в городе Славянск, Украина, закрыт в 1996 году).
Командовал взводом радиационно-химической разведки. Был заместителем по технической части в химическом батальоне. Затем был начальником автослужбы реактивного полка. Дослужился до звания майора.
С апреля 2002 года офицер запаса. В украинских вооружённых силах в тот момент проводились значительные сокращения.

### Дальнейшая карьера
После увольнения с военной службы с 2002 по 2004 год работал в Симферопольском филиале производителя вино-водочной продукции «Союз-Виктан Лтд.» в должности сотрудника службы безопасности.
С 2004 по 2009 год работал в Корпорации «Таврида» в должности заместителя президента корпорации по вопросам охраны и безопасности.
С мая по октябрь 2009 года работал в ООО «Монолит-плюс» в должности заместителя директора.
С 2009 по 2010 год работал в открытом акционерном обществе «Симферопольский авторемонтный завод имени Куйбышева» в должности заместителя директора по общим вопросам.

### Русское единство
В начале 2010 года Шеремет руководитель Джанкойского штаба всекрымского общественно-политического движения «Русское Единство». В апреле 2010 года Шеремет участвовал в акции-автопробеге «Дорогами победы», которую в Крыму организовали участники движения «Русское Единство» и входящей в него Русской общины Крыма. Участники акции также носили георгиевские ленточки, присоединившись к проводившейся в России одноимённой акции. В Джанкое возложили цветы к нескольким памятникам.
На празднование 9 мая по инициативе руководителя движения «Русское Единство» Сергея Аксёнова Шеремет выезжал во Львов, где на Холме Славы после парада и марша ветеранов планировалось развернуть десятиметровое знамя Победы. Шеремет возглавлял группу «Знамя».
В августе 2010 года малая украинская политическая партия «Авангард» была переименована в «Русское единство» и её возглавил Сергей Аксёнов. Михаилу Шеремету предложили возглавить симферопольское отделение партии. Он согласился, ушёл с должности замдиректора Симферопольского авторемонтного завода и перешёл на работу в партию. С 2010 по 2014 год работал в партии «Русское единство», возглавлял Симферопольскую городскую организацию партии.
31 октября 2010 года на выборах в Верховный Совет Автономной Республики Крым «Русское единство» получило 3 мандата из 100. Депутатами стали Сергей Аксёнов, Сергей Цеков, Сергей Шувайников. Шеремет выборах не участвовал.
В мае 2011 года Шеремет с соратниками вновь выезжал во Львов, где также Холме Славы развернули десятиметровое знамя Победы, вновь с георгиевскими ленточками на одежде.
С июня 2011 года — руководитель Симферопольской организации партии «Русское Единство».

### Февраль—март 2014 года в Крыму

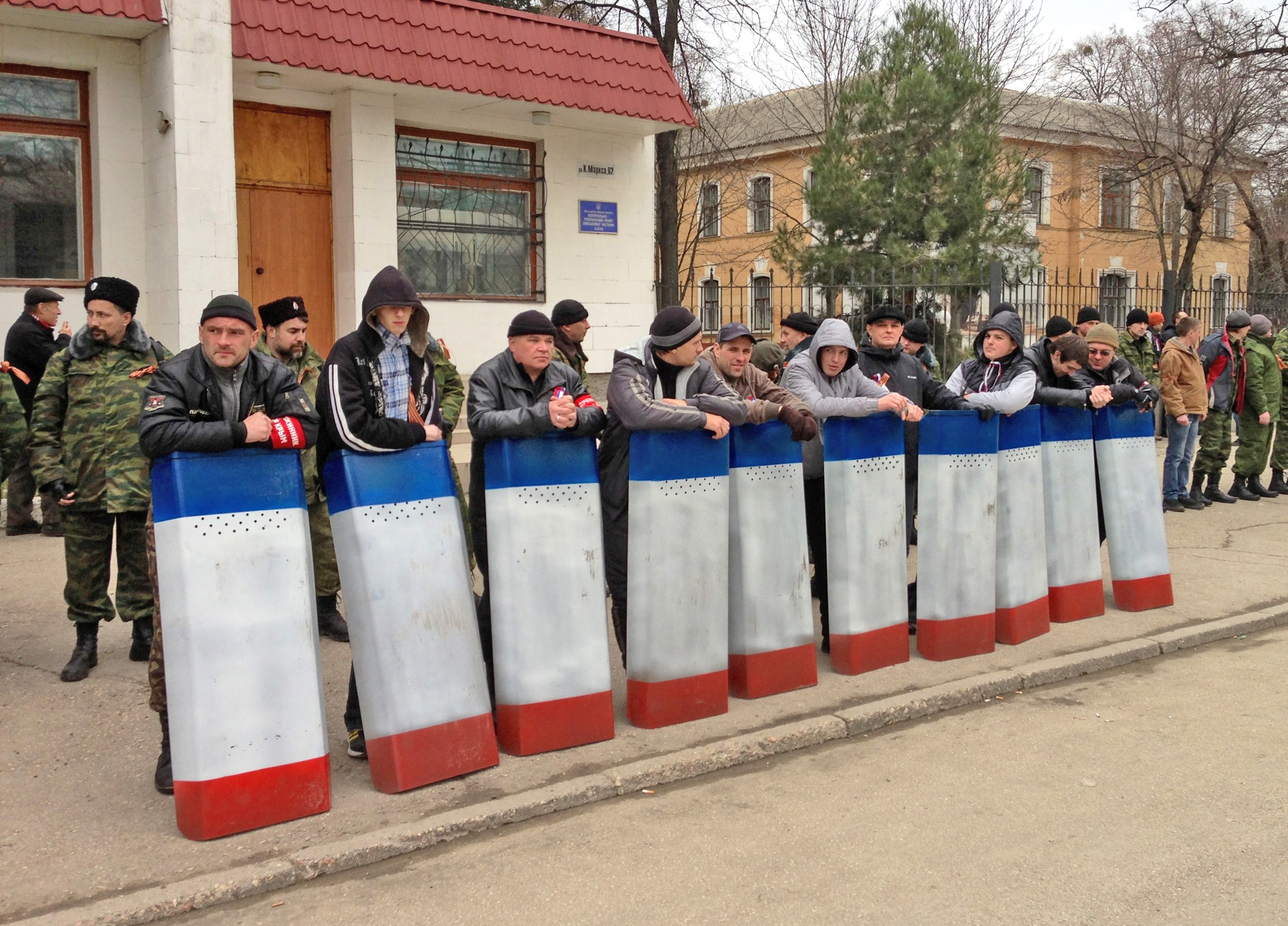
Пророссийские участники «отрядов самообороны» у штаба Центра Войск береговой обороны ВМС Украины в Симферополе на ул. Карла Маркса. 2 марта 2014

Произошедшее 18—20 февраля 2014 года обострение гражданского противостояния в стране, а затем и смещение Януковича с поста президента было воспринято многими в Крыму как государственный переворот. 23 февраля по согласованию с Аксёновым Михаил Шеремет и другие активисты партии «Русское единство» и члены «Русской общиной» начали формировать «отряды самообороны». В основном в эти отряды записывались отставные офицеры, военные, выпускники военно-политических училищ.
26 февраля в Симферополе Меджлис крымскотатарского народа созвал жителей на митинг против сепаратизма у здания Верховного Совета Крыма. Днём должна была состояться внеочередная сессия крымского парламента. Однако к зданию пришли и пророссийские активисты, на митинг организованный партией «Русское единство». Людей противоположных взглядов разделял кордон милиции, но столкновений избежать не удалось. Михаил Шеремет командовал недавно созданным пророссийским полком «народного ополчения».
27 февраля 2014 года здание Верховного Совета Крыма было занято вооружёнными людьми без знаков различия. Сотрудники МВД Украины, охранявшие здание, были изгнаны, над зданием был поднят флаг Российской Федерации. Вооружённые люди пропустили внутрь группу депутатов Верховного Совета Крыма, предварительно отобрав у них средства мобильной связи. Депутаты проголосовали за назначение Аксёнова премьером нового правительства (№ 1656-6/14) и приняли решение о проведении референдума о статусе Крыма.
28 февраля 2014 года Верховный Совет назначил новое правительство Автономной Республики Крым, премьер-министром стал Сергей Аксёнов.
В ночь с 28 февраля на 1 марта «отряды самообороны» и вооружённые люди в форме без знаков различия начали блокировать украинские воинские части в Крыму .
18 марта 2014 года был подписан договор о вхождении Республики Крым в состав Российской Федерации. Согласно договору, все жители Крыма признавались гражданами России, если не написали заявление о том, что хотят сохранить гражданство Украины. А принятый в России в марте 2014 года закон «О принятии Крыма в состав России» предусматривал на территории Крыма и в Севастополе ограничения для граждан России, которые имеют гражданство или вид на жительство другого государства, в том числе Украины, на замещение государственных и муниципальных должностей. В тот день Михаил Шеремет участвовал в штурме 13-го фотограмметрического центра Главного управления оперативного обеспечения Вооруженных Сил Украины в Симферополе. Минобороны заявило об убитом военном и двух раненых. Руководитель самообороны Крыма Михаил Шеремет заявил об одном убитом бойце самообороны и одном раненом.

### В Совете министров Крыма
В марте 2014 года председатель Совета министров Республики Крым Сергей Аксёнов назначил Шеремета своим советником. Работал в управлении делами Совета министров Республики Крым.
19 марта секретарь генсовета «Единой России» и вице-спикер Госдумы России Сергей Неверов заявил создании в Крыму партийные структуры. 7 апреля в «Единую Россию» вступил спикер парламента Владимир Константинов, в 2010—1014 годах руководивший крымской организацией «Партии регионов», и вскоре он возглавил крымское отделение партии. Тогда же в апреле вступил «Единую Россию» и Шеремет.
18 апреля 2014 года депутаты крымского парламента (переименованного 17 марта из Верховного Совета АРК в Государственный Совет РК) проголосовали за назначение Михаила Шеремета вице-премьером Крыма. За проголосовали 79 депутатов из 81. В правительстве Шеремет курировал силовой блок.
16 июня 2014 года врио главы Крыма Сергей Аксёнов утвердил новую структуру правительства, изменённую после реорганизации системы исполнительных органов власти Крыма. Михаила Шеремета Аксёнов назначил своим первым заместителем. С июня 2014 года Шеремет — первый заместитель председателя Совета министров, курировал силовой блок, командовал народным ополчением Крыма.
21 мая 2014 года парламент Крыма легализовал отряды «народной самообороны». Под тем же названием Народная самооборона Крыма они получили право действовать в сотрудничестве с правоохранительными органами.
В марте 2015 года указом Аксёнова «О создании призывных комиссий и обеспечении проведения призыва граждан на военную службу в Республике Крым в апреле-июле 2015 года» Шеремет включён в резервный состав призывной комиссии Республики Крым.
Кода в ноябре 2015 года в Херсонской области произошёл подрыв опор ЛЭП и подача электричества в Крым резко сократилась Михаил Шеремет отвечал в правительстве за топливно-энергетический комплекс.
В начале 2016 года в «Единой России» решили провести праймериз — предварительный отбор кандидатов на выборы в Государственную думу 7 созыва, запланированные на 18 сентября. Михаил Шеремет выдвинулся кандидатом на предварительном голосовании в Крыму. По итогам состоявшегося 22 мая голосования он прогнозируемо получил большинство голосов. В июне выборы в Государственную думу по смешанной системе были назначены. Шеремет был включён в партийный список «Единой России», утверждённый на съезде 26—27 июня. В федеральном списке шёл в региональной группе «Республика Крым, город Севастополь» из 7 кандидатов, был вторым после Сергея Аксёнова. Следом шли вице-премьер Руслан Бальбек, прокурор Крыма Наталья Поклонская, Антон Шкаплеров, Олег Лебедев, Сергей Лисейцев.

### Депутат Государственной думы
7 созыв (2016-2021)

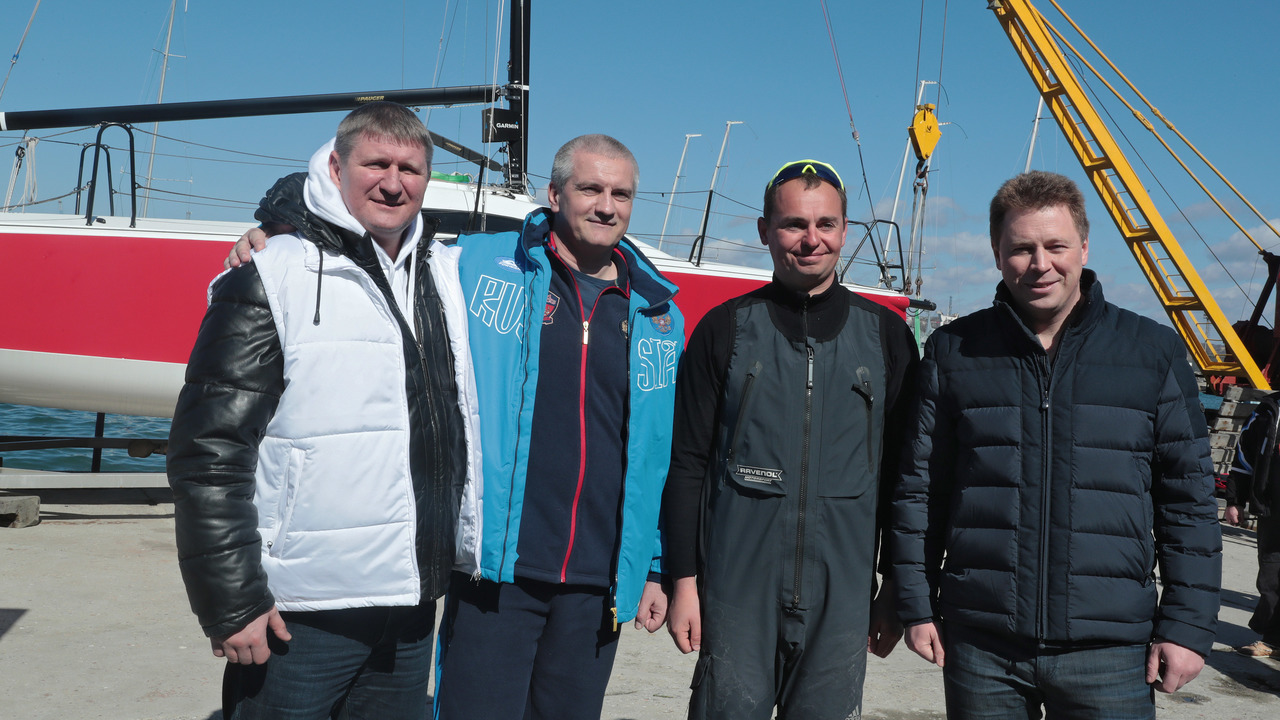
Участники парусной регаты «Русская весна – 2019»: депутат Госдумы Михаил Шеремет, глава Республики Крым Сергей Аксёнов, участник регаты, губернатор Севастополя Дмитрий Овсянников.

На состоявшихся 18 сентября 2016 года выборах «Единая Россия» по единому округу получила 54,20 % голосов, что было пересчитано в 140 мандатов. При этом в Севастополе партия получила 53.78%, а в округах Республики Крым 68-75%. Региональная группа «Республика Крым, город Севастополь» получила 3 мандата и по результатам из распределения Шеремет стал депутатом Государственной думы VII созыва.
В Госдуме с 5 октября 2016 года входил в комитет по энергетике .
В 2018 году прошёл переподготовку в Российской академии народного хозяйства и государственной службы при Президенте РФ.
В феврале 2019 года Шеремет как депутат вёл приём граждан в Джанкое, когда произошёл инцидент с посетителем. Инвалид по зрению Игорь Никитенко по личным мотивам плюнул в депутата, после чего его избили присутствовавшие. В свою очередь Шеремет заявил, что посетитель не только ударил его, но и облил зелёнкой. На место происшествия вызвали полицию.
С 2016 по 2019 год выступил соавтором 136 законодательных инициатив и поправок к проектам федеральных законов.
8 созыв (2021—2026)
На состоявшихся 17—19 сентября 2021 года выборах в Государственную думу вновь по партийному списку «Единой России» получил мандат депутата.
В Госдуме с 12 октября 2021 года в составе комитета по безопасности и противодействию коррупции.
12 сентября 2022 г. сделал заявление о необходимости всеобщей мобилизации в РФ для успешного завершения вторжения на Украину; это заявление противоречило звучавшим в те же дни и ранее высказываниям других представителей власти.

## Санкции
12 сентября 2014 года включён в санкционный список стран Евросоюза как депутат «избранный от незаконно аннексированной Автономной Республики Крым», в 2022 году повторно внесён в санкционный список в ответ на аннексию оккупированных территорий Украины.
24 февраля 2022 года включён в санкционный список Канады «соратников режима» за «голосование за признание независимости так называемых республик в Донецке и Луганске».
7 сентября 2022 года, на фоне вторжения России на Украину, попал в санкционный список Украины за «поддержку незаконным попыткам России аннексировать суверенную украинскую территорию путем проведения фиктивных референдумов».
30 сентября 2022 года был внесён в санкционный список США в ответ на «фиктивные референдумы» и «аннексию территорий Украины российскими оккупационными силами». Государственный департамент отмечает что депутаты единогласно приняли закон о фейках, а некоторые депутаты сыграли ключевую роль в распространении российской дезинформации о войне.
По аналогичным основаниям также находится в санкционных списках Швейцарии, Австралии, Японии, Украины и Новой Зеландии.

## Избиение инвалида
28 февраля 2019 года на личном приёме граждан избил инвалида по зрению, который плюнул в депутата, обвинив его в бездействии. Сам Шеремет все обвинения отверг, заявив что находился далеко от Игоря Никитенко. В свою очередь Шеремет заявил, что посетитель не только ударил его, но и облил зелёнкой. На место происшествия вызвали полицию. В настоящее время в обстоятельствах произошедшего разбирается Следственный комитет Российской Федерации.

## Личная жизнь
Женат. Супруга Оксана Николаевна Шеремет. Дочь Шеремет Олеся.

## Награды
- Медаль «За защиту Республики Крым» (17 мая 2021)[36]
- Юбилейная медаль «МПА СНГ. 30 лет» (16 ноября 2023, Межпарламентская ассамблея СНГ) — за заслуги в деле развития и укрепления парламентаризма, за вклад в развитие и совершенствование правовых основ функционирования Содружества Независимых Государств, укрепление международных связей и межпарламентского сотрудничества[37]
- Благодарность Правительства Российской Федерации (16 декабря 2019) — за большой вклад в развитие российского парламентаризма и активную законотворческую деятельность[38]